# Joachim Sauer
Joachim Sauer (ur. 19 kwietnia 1949 w Senftenbergu) – niemiecki profesor chemii kwantowej na Uniwersytecie Humboldtów w Berlinie, mąż Angeli Merkel.

## Kariera naukowa
Sauer studiował chemię w latach 1967–1972 na Uniwersytecie Humboldtów w Berlinie, gdzie doktoryzował się z chemii w 1974 i kontynuował tam pracę do 1977, kiedy to podjął pracę w Centralnym Instytucie Chemii Fizycznej Akademii Nauk NRD w Berlinie, jednym z wiodących instytutów naukowych w tym państwie. Przez krótki czas w trakcie i po zjednoczeniu Niemiec (1990–1991) był zastępcą dyrektora technicznego (Kataliza i Sorpcja) w BIOSYM Technologies w San Diego (USA). Doradcą BIOSYM pozostał do 2002.
W 1992 został kierownikiem Quantum Chemistry Group Towarzystwa Maxa Plancka w Berlinie. Od 1993 profesor zwyczajny chemii fizycznej i teoretycznej na Uniwersytecie Humboldtów w Berlinie. Jest aktywnym badaczem w dziedzinach chemii kwantowej i chemii obliczeniowej. Specjalizuje się w modelowaniu teoretycznym (metodami wykorzystującymi teorię funkcjonału gęstości) procesów katalitycznych na powierzchni ciał stałych, zwłaszcza na tlenkach metali przejściowych. Do 26 września 2009 był współautorem lub autorem 262 publikacji naukowych. Za osiągnięcia w dziedzinie chemii kwantowej został odznaczony Medalem im. Włodzimierza Kołosa.

## Życie prywatne
Z poprzedniego małżeństwa Sauer ma dwóch synów, Daniela i Adriana. 30 grudnia 1998 ożenił się z Angelą Merkel. Sauer wielokrotnie zaznaczał, że nie lubi rozgłosu spowodowanego pozycją polityczną małżonki i odmawiał udzielania wywiadów niezwiązanych z jego pracą jako naukowca.